# Litsea fulva
Litsea fulva là loài thực vật có hoa trong họ Nguyệt quế. Loài này được (Blume) VILLAR miêu tả khoa học đầu tiên năm 1880.